# 索尼Xperia U
Sony Xperia U是索尼移动通信2012年推出，採用Android作業系統的中階智能手機，屬於Xperia NXT系列，於2012年國際消費電子展發佈。

## 硬件
Xperia U採用3.5 吋多點觸控 TFT 螢幕，解像度為480x854，使用索尼的BRAVIA引擎顯示技術提高顯示效果。機身的底部可更換顏色，設有多種顏色顯示的透明帶，而且可自行更換電池。採用1GHz雙核處理器，500萬像素後置鏡頭，LED閃光燈，30萬像素前置鏡頭，內置512 MBRAM、8GB快閃記憶體儲存，不支援Micro SD但是支援OTG。設有micro USB連接埠但是並不支援近場通訊（NFC）技術。

## 作業系統
Xperia U採用Android 2.3 Gingerbread作業系統，索尼已於2012年第三季提供Android 4.0（Ice Cream Sandwich）的軟體升級，但未來不會提供Android 4.1 的軟體升級。

## 顏色
顏色包括：
| 顏色 | 名稱 | 英語  |
| ---- | ---- | ----- |
|      | 黑色 | Black |
|      | 白色 | White |

## 外部連結
- - 索尼官方網站 Xperia™ U - 索尼官方網站 （页面存档备份，存于） 中文